# 小克里沃京
50°57′41″N 28°5′56″E / 50.96139°N 28.09889°E
小克里沃京（烏克蘭語：Малий Кривотин），是烏克蘭北部的村莊，隸屬日托米爾州的茲維亞赫爾區。該村始建於1709年，面積0.82平方公里，海拔高度219米，2001年人口105人，人口密度每平方公里128.05人。